# Embelia clarkei
Embelia clarkei är en viveväxtart som beskrevs av Richard Henry Beddome, Amp; Mez och Carl Christian Mez. Embelia clarkei ingår i släktet Embelia och familjen viveväxter. Inga underarter finns listade i Catalogue of Life.